# آروین معظمی گودرزی
آروین معظمی گودرزی (زاده ۶ فروردین ۱۳۶۹ - بروجرد) دوچرخه‌سوار اهل ایران است، از سال ۱۳۸۴ دوچرخه سواری را زیر نظر بهروز فرزاد آغاز نموده است.

## عناوین مهم
برنز جوانان آسیا در سال ۲۰۰۸، نقره بزرگسالان آسیا ۲۰۰۹، طلای کاپ آسیا تایلند ۲۰۱۰، چهارم بازیهای آسیائی گوانجو۲۰۱۰، نقره بزرگسالان آسیاتایلند ۲۰۱۱، طلا و برنز قهرمانی آسیا مالزی ۲۰۱۲،نقره قهرمانی آسیا جاده بزرگسالان ۲۰۱۳،نقره بازی های آسیایی اینچئون ۲۰۱۴ جاده،نقره مدیسون قهرمانی آسیا در تایلند ۲۰۱۵ ازمهمترین مدال‌های کسب شده‌اش بوده‌است، هرچند که دهها مدال قهرمانی کشور در کارنامه ی وی وجود دارد.و بیش از ۱۰۰ مدال در مسابقات لیگ کشوری بدست آورده است. او در بازی‌های آسیایی ۲۰۱۴ اینچئون در دوچرخه سواری ماده استقامت جاده، با زمان ۴ ساعت و ۷ دقیقه و ۵۲ ثانیه، پس از ورزشکاری از کره جنوبی میزبان، و زودتر از دوچرخه سوار هنگ‌کنگی از خط پایان گذشت و به نشان نقره دست یافت.